# جوني هدسون
جوني هدسون (بالإنجليزية: Johnny Hudson)‏ هو لاعب كرة قاعدة أمريكي، ولد في 30 يونيو 1912 في بريان في الولايات المتحدة، وتوفي بنفس المكان في 7 نوفمبر 1970.

## وصلات خارجية
- جوني هدسون على موقعبيزبول رفرنس.كوم (الدوري الرئيسي) (الإنجليزية)
- جوني هدسون على موقعبيزبول رفرنس.كوم (الدوري الثانوي) (الإنجليزية)